# Tricyphona serrimarga
Tricyphona serrimarga är en tvåvingeart som först beskrevs av Alexander 1944.  Tricyphona serrimarga ingår i släktet Tricyphona och familjen hårögonharkrankar. Inga underarter finns listade i Catalogue of Life.